# Pacto del Club Naval
El Pacto del Club Naval fue un acuerdo alcanzado el 3 de agosto de 1984 entre los máximos jerarcas militares y representantes de los partidos Colorado, Frente Amplio y Unión Cívica que posibilitó el retorno del régimen democrático a Uruguay, después de más de once años de gobierno cívico-militar. Fue la culminación de una negociación secreta. 
Como consecuencia del acuerdo, el gobierno convocó a elecciones el 25 de noviembre del mismo año, en las cuales no pudieron participar los candidatos naturales del Frente Amplio, Líber Seregni y  del Partido Nacional, Wilson Ferreira Aldunate, que se encontraban proscriptos. En dichas elecciones fue elegido presidente Julio María Sanguinetti del Partido Colorado, quien asumió el 1 de marzo de 1985.
El nombre de este acuerdo se origina en el lugar donde se efectuaron las reuniones, club ubicado en el barrio Carrasco de Montevideo.

## Antecedentes

### Las elecciones partidarias de 1982
Las Fuerzas Armadas admitieron el resultado adverso del plebiscito constitucional de 1980 y, una vez sobrepuestas del mismo, elaboraron un nuevo cronograma de transición institucional, sustitutivo del original, que preveía un período de transición de tres años y medio con los siguientes pasos sucesivos: reestructuración del Consejo de Estado que permitiera la participación de los partidos políticos, desproscripciones de líderes políticos, redacción de un Estatuto de los partidos políticos, reforma de la Constitución, elecciones nacionales en 1984 y, finalmente, cambio de mando en marzo de 1985.
A comienzos de julio de 1981 se inició el diálogo político entre la Comisión de Asuntos Políticos de las Fuerzas Armadas (Comaspo) y los representantes de los partidos Colorado, Nacional y Unión Cívica. 
El 7 de octubre de 1981 se reunieron los dirigentes del Partido Colorado y del Partido Nacional que entonces oficiaban de autoridades ad hoc, con el fin de aunar criterios para elevar sus propuestas a la Comaspo. Por el Colorado concurrió el llamado “Grupo de los Seis” y por el Partido Nacional el “Triunvirato”. 
A la interna de los dos partidos históricos había discrepancias sobre la representatividad de algunos grupos políticos. En el Colorado el pachequismo defendía la vigencia del espectro ofrecido por las elecciones de 1971, donde había obtenido la mayoría de los votos del lema. En el Nacional el tema de la representatividad era mucho más claro, pese a que algunos de sus sectores minoritarios surgidos después de instaurado el régimen de facto sostenían que el transcurso de una década había alterado sustancialmente aquellos apoyos electorales. 
Se imponía entonces la necesidad de definir a través de una consulta popular la representatividad de cada grupo dentro de sus respectivos partidos. Los sectores que habían apoyado el NO en 1980 coincidieron en reclamar elecciones internas en el plazo más breve posible, en el entendido de que ese evento posibilitaría el descongelamiento de la situación política, el fortalecimiento de los partidos y la legitimación de sus representantes. 
El primer paso fue la negociación del Estatuto de los partidos políticos. Los colorados transaron y la mayoría nacionalista expuso sus puntos de vista pero se mantuvo al margen de la negociación. Sin embargo, participaron del proceso de “reconstrucción oficial” de los partidos vía el nuevo Estatuto, que había sido plasmado en la llamada Ley Fundamental N.º 2 del 7 de junio de 1982. En las elecciones internas llevadas a cabo el 28 de noviembre de 1982 votó el 60,5% del electorado. 
Fueron habilitados solamente los partidos Colorado, Nacional y Unión Cívica. El resultado fue aún más adverso para el régimen que en 1980. Los sectores opositores triunfaron ampliamente: 76,2% en el Partido Nacional y 69,7% en el Partido Colorado.
La oposición más intransigente —la mayoría nacionalista— apareció como la gran triunfadora, porque su victoria había sido aplastante dentro del Partido Nacional y porque el Partido Nacional en su conjunto había recibido más votos que el Partido Colorado a través de todas sus facciones. El Frente Amplio hizo un llamado a votar en blanco, pero con malos resultados; de hecho, se considera que una considerable porción de votantes frenteamplistas sufragaron por el wilsonismo, y una cantidad menor por la CBI colorada.

### El acto del PIT del 1° de mayo de 1983
El 21 de mayo de 1981 el Consejo de Estado había aprobado la Ley N.º 15.137 de Asociaciones Profesionales, la que había generado mucha discusión entre los trabajadores, ya que algunos entendían que aceptar esta norma era avalar al régimen. Otros sostenían que se podía utilizar este espacio legal para reorganizar al movimiento obrero. 
Este último criterio que prosperó y permitió que poco a poco se formara el Plenario Intersindical de Trabajadores (PIT), que fue el encargado de organizar el 1° de mayo de 1983 la mayor concentración de masas desde 1973.
El estrado se instaló frente al Palacio Legislativo, “mirando” para la Avenida del Libertador. Un enorme cartel pedía libertad, trabajo, salario y amnistía. Entre los organizadores existía nerviosismo por lo que podría pasar y la gente que podría concurrir. Pero poco a poco comenzaron a llegar personas de todos lados. La calle se fue colmando de gente con carteles de sus respectivas organizaciones sindicales. Sobre las 15.30 horas se comenzó a cantar el himno y la intranquilidad pasó a ser euforia, ya que unas 100 mil personas entonaban sus estrofas. 
Los maestros de ceremonia fueron Rubén Castillo y Graciela Possamay. En tanto que los oradores fueron: Carlos Pereyra (exdirigente del Sindicato de Funsa), Andrés Toriani (exdirigente de la Federación Uruguaya de la Salud – FUS), Richard Read (dirigente de la Federación de Obreros y Empleados de la Bebida – FOEB), Humberto Ciganda (dirigente de la Asociación de Empleados Bancarios del Uruguay – AEBU) y Carlos Secco (dirigente de la desaparecida fábrica Inlasa – metalúrgica).

### Las negociaciones del Parque Hotel

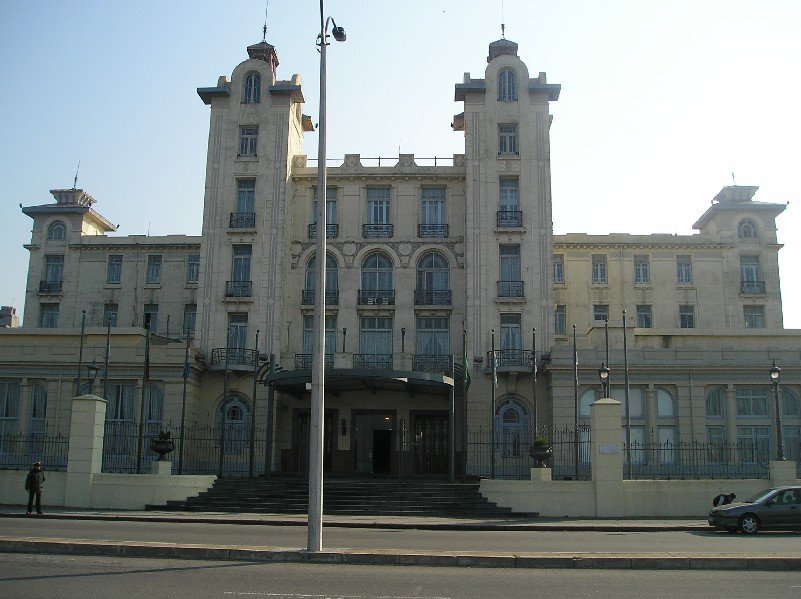
Parque Hotel (actual sede del Mercosur).

La derrota de 1980, las elecciones internas de los partidos políticos y el acto del 1° de mayo forzaron al gobierno a iniciar negociaciones para una salida democrática. 
La Comisión de Asuntos Políticos de las Fuerzas Armadas (Comaspo) organizó una serie de reuniones con políticos en el Parque Hotel. Se realizaron siete encuentros. 
Por la Comaspo asistieron el general Julio César Rapela (que la presidía), los generales Yamandú Trinidad, José Siqueira, Hugo Medina, Germán de la Fuente y Jorge Bazzano, los contralmirantes Jorge Fernández y Ricardo Largher y los brigadieres generales Hebert Pampillón y Fernando Arbe.
El 13 de mayo de 1983 se realizó la primera reunión, a la que asistieron los colorados Julio María Sanguinetti y Enrique Tarigo, los nacionalistas Juan Martín Posadas, Gonzalo Aguirre y Fernando Oliú y los cívicos Juan Vicente Chiarino, Humberto Ciganda y Julio Daverede. 
Cuando los representantes políticos llegaron al Parque Hotel se encontraron con que en el salón se habían dispuesto cuatro mesas. La mesa más larga tenía a la delegación militar. Frente a ellos la Unión Cívica, a la derecha el Partido Colorado y a la izquierda el Partido Nacional. El Frente Amplio no fue invitado a participar de las negociaciones.
El Partido Nacional fue con una carta, que entregó al entrar, donde precisaba las condiciones en las que iría a negociar. Las Fuerzas Armadas presentaron las bases de la negociación en un documento que repetía el mismo texto constitucional que había sido rechazado en el plebiscito de 1980. La posición militar dejó perplejos a los políticos.
La reunión prevista para el 30 de mayo se suspendió por una nueva requisa del semanario nacionalista La Democracia, que había publicado una foto de Ferreira Aldunate saludando en Buenos Aires al Rey Juan Carlos I de España, quien días antes había pasado por Montevideo.
Recién el 9 de junio se realizó la segunda reunión. Los delegados blancos fueron modificados. Se retiraron los representantes de Por la Patria, Juan Martín Posadas y Fernando Oliú, por directiva de Wilson Ferreira Aldunate, quien rechazaba cualquier negociación en la situación de presión que se vivía, cuando el semanario La Democracia sufría una y otra clausura y dirigentes nacionalistas eran procesados por la justicia militar. Fue designado Walter Santoro.
Las propuestas de militares y políticos se organizaron en 24 puntos. Un día después se realizó el tercer encuentro, donde se discutió sobre las libertades públicas y las medidas de excepción. No hubo acuerdo. El 16 de junio las conversaciones se estancaron. Los militares exigían mantener el estado de subversión y la suspensión del habeas corpus. 
La quinta reunión se realizó el 19 de junio. Los militares rechazaron una propuesta política sobre la seguridad individual. El 27 de junio se hizo la sexta reunión. Enrique Tarigo afirmó que los militares “miran la Constitución por el ojo de la cerradura de la subversión”.
La séptima y última reunión del Parque Hotel se efectuó el 5 de julio. Ante las discrepancias insalvables y el clima político existente, Julio María Sanguinetti anunció la decisión de los grupos políticos de retirarse de las negociaciones. El general Rapela acusó a los políticos de inflexibilidad.

### El caceroleo del 25 de agosto
Entre el 5 de julio y el 25 de agosto de 1983 se operó un cambio en los métodos empleados por la oposición. El fracaso de las conversaciones del Parque Hotel, el decreto del 2 de agosto suspendiendo transitoriamente toda la actividad política, el llamado Acto Institucional N.º 14 confiriendo amplias facultades al Poder Ejecutivo para proceder a nuevas proscripciones políticas por un término mínimo de dos años, la prohibición de llevar a cabo un acto de “reafirmación democrática” que la oposición había acordado para el 6 de agosto y el clima de endurecimiento que venía percibiéndose en el país, permitieron madurar las condiciones para que se tomara conciencia de que la sola negociación era insuficiente, que los partidos políticos debían ensanchar el campo opositor y que había llegado la hora de movilizar a la población para presionar al régimen.
Surgió así, en agosto de 1983, una alianza amplia y escasamente formalizada, que se denominó “Intersectorial” y que nucleó y representó a los sectores mayoritarios de los partidos políticos y a las organizaciones sindicales, estudiantiles y sociales. El objetivo era ponerse de acuerdo para coordinar y realizar movilizaciones y acciones de protesta en demanda de una apertura real. 
La primera medida “concertada” de la Intersectorial fue la convocatoria a una “caceroleada” para el 25 de agosto a las 20 horas. Masivamente, la población salió a las veredas a golpear cacerolas u otros objetos capaces de generar ruido.

### El acto del Obelisco
El 27 de noviembre los partidos políticos y las organizaciones sociales convocaron a un acto en Montevideo frente al Obelisco a los Constituyentes de 1830 con la consigna “Por un Uruguay sin exclusiones”, popularmente conocido por "El Río de Libertad". A diferencia del acto programado para el 6 de agosto, este si fue autorizado. Se estima que concurrieron casi 500.000 personas.

## Participantes en las reuniones del Club Naval
| - Militares - Hugo Medina - Comandante del Ejército - Manuel Buadas - Comandante de la Fuerza Aérea - Rodolfo Invidio - Comandante de la Armada Nacional - Frente Amplio - José Pedro Cardoso - Juan Young | - Partido Colorado - Julio María Sanguinetti - Enrique Tarigo - José Luis Batlle - Unión Cívica - Juan Vicente Chiarino - Humberto Ciganda |

Partido Nacional
Los representantes del Partido Nacional no concurrieron a las negociaciones por no compartir el planteo militar de realizar las elecciones con partidos y personas proscriptas (entre ellas, su entonces líder, Wilson Ferreira Aldunate, encarcelado desde el retorno del exilio, el 16 de julio de ese año).
Partido Laborista
A algunas reuniones asistieron dos representantes de un supuesto Partido Laborista, que después se retiró de las conversaciones y no se presentó a las elecciones. Eran dos jóvenes a quienes nadie conocía. En los Considerandos del Acto Institucional N.º 19 se lo menciona como uno de los partidos políticos con los que se llegó al acuerdo.

## Las negociaciones
Luego de las elecciones internas de 1982 y de las demostraciones de fuerza a lo largo del año 1983, la oposición civil se había convertido en el único interlocutor válido para el gobierno.

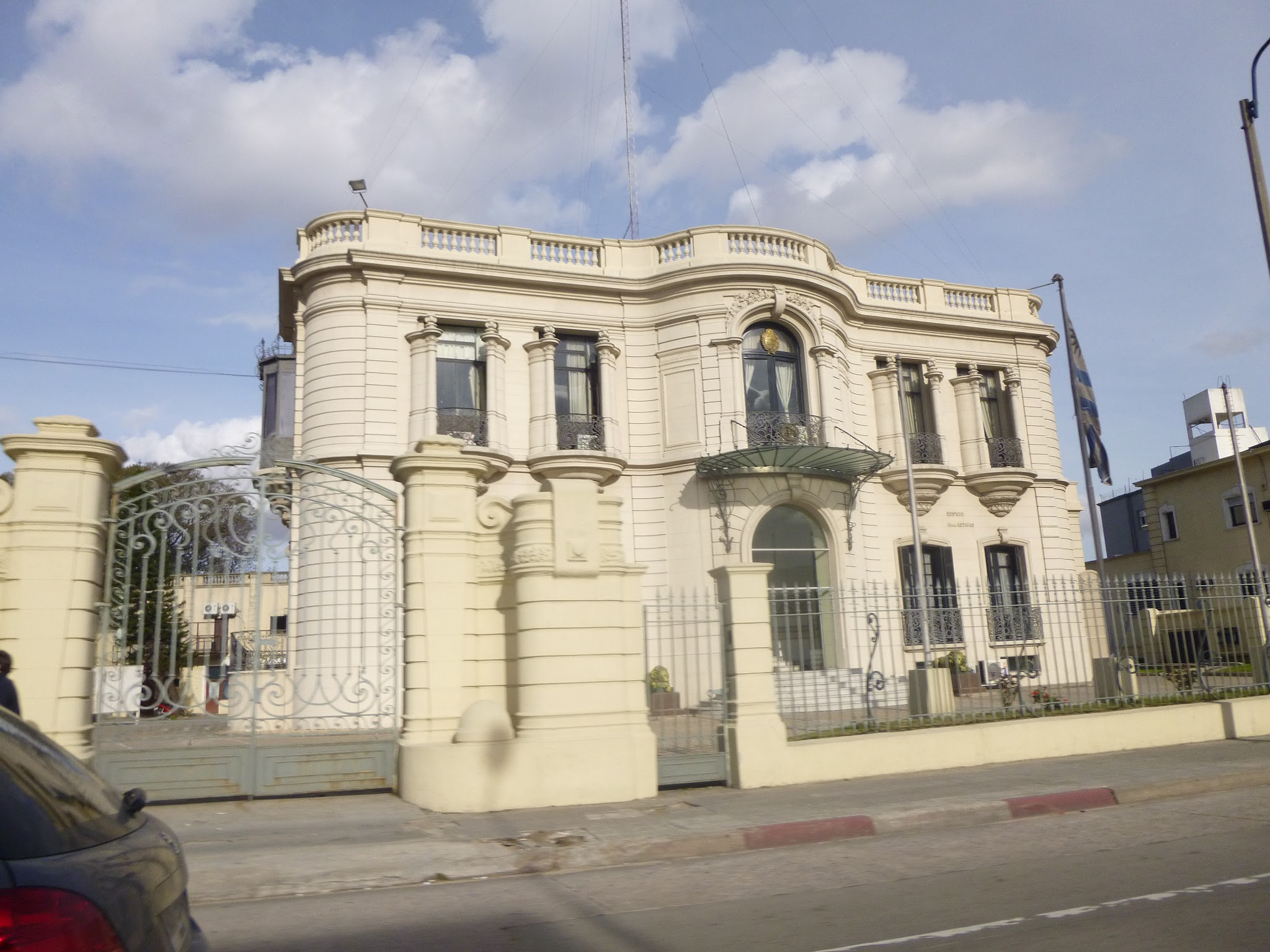
Palacio Blixen de Castro (actual sede del Ministerio de Defensa Nacional).

Las conversaciones se iniciaron el 6 de julio de 1984 en el Palacio Blixen de Castro, entonces sede del Estado Mayor Conjunto (ESMACO), ubicado sobre la avenida 8 de octubre del barrio montevideano de La Blanqueada. El 31 de julio las reuniones se trasladaron al Club Naval de Carrasco, donde el 3 de agosto llegaron a su término.
En la reunión del 1° de agosto se redactó el llamado Acto Institucional N.º 19, que recogió lo convenido entre políticos y militares. En él se establecieron normas transitorias, que modificaban la Constitución, relativas al Consejo de Seguridad Nacional (COSENA), el Estado de Insurrección, la jurisdicción de la Justicia Militar y las designaciones de los mandos militares. La Asamblea General a elegirse el 25 de noviembre de 1984 tendría carácter constituyente entre el 1° de julio y el 31 de octubre de 1985, para expedirse sobre estas normas transitorias que regirán hasta el 1° de marzo de 1986. La reunión del 3 de agosto, la última, fue de ratificación de lo acordado, luego que civiles y militares hubieran aprobado por separado el texto del Acto Institucional N.º 19.
Los nacionalistas fueron especialmente intransigentes con respecto a las proscripciones políticas y no estuvieron dispuestos a negociar. Los colorados entendieron que no podían negociar solos un acuerdo (ya que no constituían una mayoría nacional), por lo que los militares modificaron su antigua postura, permitiendo la participación de representantes del Frente Amplio, donde los sectores nucleados entonces en la llamada Izquierda Democrática Independiente (IDI) dieron una infructuosa batalla para oponerse a la concreción del pacto.
Las negociaciones fueron largas y difíciles. A diferencia de las del Parque Hotel, fueron secretas y no se llevaron actas. El acuerdo final alcanzado fue una negociación, no algo impuesto por una de las partes. Todos los actores principales obtuvieron algo y concedieron algo. Los militares concedieron casi todo, excepto que Wilson Ferreira Aldunate y Líber Seregni pudieran presentarse como candidatos a la presidencia en las siguientes elecciones y que los líderes civiles no podían reemplazar a discreción a los máximos líderes militares.

## Contenido del Pacto
El sábado 3 de agosto de 1984 a las 16 horas se aprobó y firmó un acta conteniendo las llamadas "Bases para la transición". No se conoce con exactitud el contenido de dichas bases pero, sobre la base de declaraciones de los participantes, a los hechos ocurridos y al posterior Acto Institucional N.º 19, las mismas se podrían resumir en cinco puntos:
- Se mantendría el Consejo de Seguridad Nacional como órgano asesor en temas tales como ataque a la soberanía y afectación territorial. Desarrollaría programas a largo plazo de seguridad nacional.
- Los mandos militares serían designados por el Presidente de la República con venia del Senado a propuesta de las Fuerzas Armadas, que enviarán una lista de candidatos con el doble de integrantes con relación a las vacantes a cubrir.
- La Asamblea General actuaría como Constituyente desde el 31 de julio al 31 de octubre de 1985 y sometería a la ciudadanía el 24 de noviembre de 1985 las nuevas normas constitucionales. El 1 de marzo de 1986 regiría el nuevo texto constitucional. Mientras esto no ocurriera, regiría la Constitución de 1967.
- La nueva norma constitucional incluiría un nuevo estado de emergencia, un estado de insurrección ante hechos violentos que significasen riesgos para la soberanía territorial y el orden público.
- El gobierno convocaría a elecciones para el 25 de noviembre de 1984.

## Participación de la Iglesia y la Masonería
La Iglesia católica y la Gran Logia de la Masonería hicieron esfuerzos para facilitar la salida de la dictadura. Tras el fracaso de las conversaciones del Parque Hotel, el entonces Gran Maestro de la Gran Logia de la Masonería del Uruguay, Carlos Bolaña, mantuvo contactos con el arzobispo de Montevideo, Carlos Partelli, para que cada uno, por su lado, contribuyera a acercar a las partes.

## Después del Pacto
El 5 de agosto de 1984 Gregorio Álvarez firmó el llamado Acto Institucional N.º 19 conteniendo íntegramente el Pacto del Club Naval. Ese mismo día, en una larga carta enviada desde su prisión, Wilson Ferreira Aldunate dio a conocer su posición sobre el que él llamaba "El Pacto Medina-Sanguinetti." En su parte medular, el mensaje del líder del Partido Nacional decía:

"Por fin y como era de prever aun desde antes de comenzar públicamente el llamado diálogo, éste ha culminado con el Pacto del Club Naval (...) Fuerzas Armadas y dialoguistas buscaron -¿por qué dudarlo?- una salida que consagrara un ni vencidos ni vencedores (...) Pero cerraron deliberadamente los ojos ante la evidencia de que el camino que escogieron transitar significaba elegir un vencido en el Partido Nacional (...) Y no es necesario compartir nuestra convicción de que representamos, hoy todavía más que antes, la gran mayoría del país, para saber que no hay ninguna solución estable si se prescinde del Partido Nacional."

"Todos saben que me conmueve ver al partido movilizándose para exigir mi libertad, en una forma que no podré olvidar jamás (...) pero ahora, cuando entramos a decidir nuestra posición sobre el pacto Medina- Sanguinetti, los argumentos decisivos ya no son simplemente entre los que nos llevaron a no acudir a la COMASPO y al Club Naval (...) El pacto compromete y muy gravemente todo el futuro democrático del país (...) el Acto Institucional que pudiera dictarse será tan malo -y quizás más malo- que los anteriores."

"Hoy como siempre, tenemos que honrar la vieja divisa de Defensores de las Leyes junto a la inmensa mayoría de los orientales. Hay que decirlo -decirlo ya-, con nosotros no va. No va con el país. ¡Que lo sepan!"

El pacto marcó el fin de la dictadura y sentó las bases de la transición pacífica hacia la democracia. Las elecciones nacionales de 1984 se realizaron con Ferreira y Seregni proscriptos políticamente. También hubo otros políticos del Frente Amplio proscriptos. 
El Pacto del Club Naval no se cumplió en su totalidad. Uno de los puntos acordados allí era la conformación de una Asamblea Nacional Constituyente para que convocara a elecciones libres y sin restricciones en 1985. Sin embargo, instaladas las nuevas autoridades, nadie volvió a hablar del asunto. 
En 1986 se aprobó la ley 15.848 de Caducidad de la Pretensión Punitiva del Estado mediante la cual se estableció la caducidad del "ejercicio de la pretensión punitiva del Estado respecto de los delitos cometidos hasta el 1º de marzo de 1985 por funcionarios militares y policiales, equiparados y asimilados por móviles políticos o en ocasión del cumplimiento de sus funciones y en ocasión de acciones ordenadas por los mandos que actuaron durante el período de facto". Dirigentes del Partido Nacional, en ocasión de fundamentar su apoyo a ley, afirmaron que la impunidad para militares se había acordado en forma implícita en el Pacto del Club Naval, hecho que siempre fue desmentido por los participantes.